# قطعنامه ۸۲۹ شورای امنیت
قطعنامه ۸۲۹ شورای امنیت سازمان ملل متحد که در تاریخ ۲۶ مه ۱۹۹۳ تصویب شد، سندی بین‌المللی دربارهٔ پذیرش اعضای جدید سازمان ملل متحد: موناکو است. این قطعنامه طی نشست ۳۲۱۹ام تصویب شد.